# Rosa (loutre de mer)
Pour les articles homonymes, voir Rosa.
Rosa, née en août 1999, morte le 5 juin 2024, est une loutre de mer femelle de l'aquarium de la baie de Monterey. Elle est connue pour avoir été la plus ancienne loutre résidente de l'aquarium, et pour avoir servi de mère de substitution à quinze loutres juvéniles abandonnées.

## Jeunesse
Rosa est née vers fin août 1999. Elle est trouvée abandonnée sur la plage dans le comté de Santa Cruz en Californie, alors âgée quatre semaines, elle est ramenée à l'aquarium. Rosa pèse alors environ 2 kg,,. Elle est relâchée dans la nature à l'âge de deux ans, mais est obligée de retourner à l'aquarium deux ans plus tard car elle continuait d’interagir avec les humains en sautant sur les nageurs et les kayakistes, ce qui présentait un risque pour elle ainsi que pour les humains,,.

## Apparence, habitudes et soins

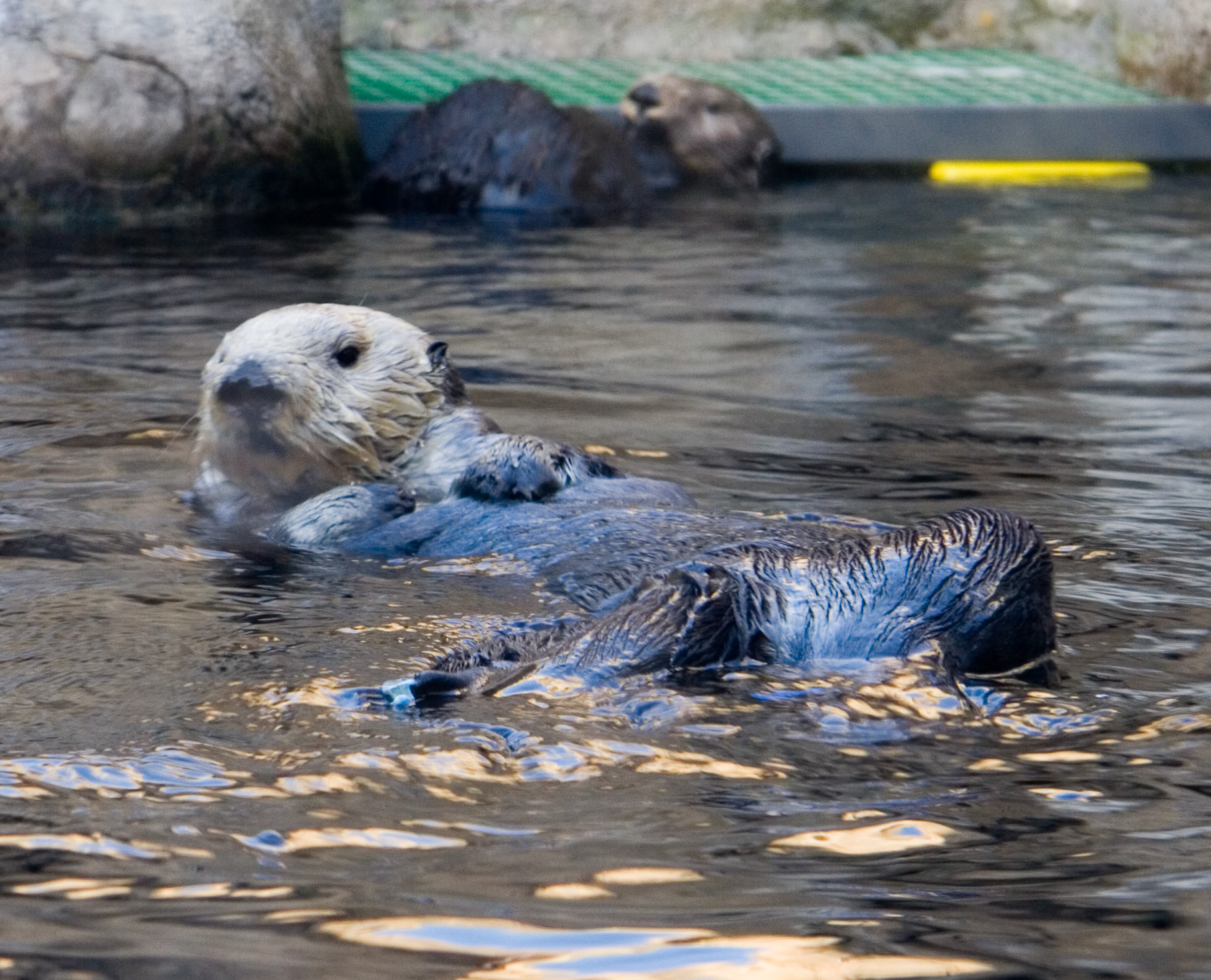
L'une des loutres de l'aquarium de la baie de Monterey en 2007.

Rosa est reconnaissable de par sa large stature couverte de douce fourrure argentée et les taches blanches sur sa tête,. On peut la voir sur les caméras en live de l'aquarium, souvent allongée à la surface de l'eau près de la fenêtre centrale après son repas. Pendant un certain temps, elle apprécie manger de la nourriture vivante avec des coquillages et des crabes, consommant plus de 4,5 kg de nourriture par jour. Elle a élevé quinze loutres juvéniles abandonnées avant de prendre sa retraite en 2019, ses derniers petits ayant été relâchés dans la nature en octobre la même année,,. Plus tard dans sa vie, elle est ralentie par une maladie cardiaque et une vue très limitée. Elle vit jusqu'à son âge avancé en étant nourrie grâce à des balles en plastique, nommées boomer balls, ou d'autres jouets contenant de la nourriture, et reçoit une toilette fréquente administrée par une équipe de soigneurs qui dispensaient des sessions d'entraînement personnel adaptées aux limites de Rosa. Rosa subit un bilan physique trois fois par an, comprenant radiographies, prélèvements sanguins et soins dentaires,. Les employés de l'aquarium lui construisent une rampe d'accès en 2013 afin de l'aider avec sa potentielle arthrite. Son régime alimentaire était ajusté en fonction de son poids, qui était vérifié fréquemment. L'élevage de Rosa consiste à lui apprendre à monter sur une balance, montrer ses pattes pour les examiner, laisser les soigneurs lui administrer des gouttes pour les yeux, et ouvrir la bouche pour l'inspection. Comme beaucoup d'autres loutres à l'aquarium, elle est entraînée pour apprendre plus de vingt comportements différents.

## Origine du nom
Quelques-unes des loutres de l'aquarium de la baie de Monterey, Rosa y compris, sont nommées après des personnages de John Steinbeck. Le nom de Rosa vient du roman court Tortilla Flat. Dans un live célébrant son 24e anniversaire, on apprend qu'à l'origine, son nom est Faye, mais qu'elle est renommée Rosa car ce nom est jugé trop similaire à celui d'une autre loutre à l'époque.

## L'anniversaire de Rosa
Depuis le 20e anniversaire de Rosa en 2019, le streamer Twitch et YouTuber Douglas Wreden, aussi connu sous le nom de DougDoug, tient des lives caritatifs annuels afin de collecter des fonds pour l'aquarium de la baie de Monterey. Ces lives contribuent à la popularité de Rosa. Douglas Wreden et sa communauté rassemblent plus de 14 000 $ pour son 22e anniversaire. Pendant son live célébrant le 23e anniversaire de Rosa, lui et sa communauté Twitch ont rassemblé plus de 104 000 $ pour l'aquarium. En août 2023, Wreden fait deux lives pour le 24e anniversaire de Rosa, collectant un total de 302 014,21 $. Il annonce qu'il compte faire un autre live pour ce qui aurait été le 25e anniversaire de Rosa en sa mémoire. En août 2024, Wreden fait deux lives pour l'anniversaire de Rosa, et collecte 625 375,68 $. Au total, Wreden et sa communauté ont collecté 1 048 886,46 $ pour l'aquarium de la baie de Monterey.

## Mort
Rosa est morte le 5 juin 2024, ayant été euthanasiée à la suite de complications dues à son âge avancé. À sa mort, c'est la plus vieille loutre de l'aquarium de la baie de Monterey à 24 ans et 9 mois. Elle était plus âgée que le plus vieux mâle connu aux États-Unis, Adaa, qui vécut jusqu'à l'âge de 22 ans et 8 mois, mais pas plus que la plus vieille femelle connue, Etika, qui vécut jusqu'à environ 28 ans.